# Banda Calypso Hipercard
Banda Calypso Hipercard é uma coletânea promocional do conjunto musical brasileiro Calypso, foi lançado por um dos patrocinadores da banda, a Hipercard para o dia das Mães de 2009, com venda exclusiva para os clientes do Hipercard. O álbum teve cerca de 80 mil cópias vendidas e é considerado como uma das maiores relíquias para os fãs da Banda Calypso.

## Informações
Em 2009 a marca de cartão de créditos Hipercard, se tornou patrocinadora oficial da Banda Calypso, Dentro do acordo de patrocínio exclusivo está o uso de imagem da dupla nas ações e no cartão Hipercard, a marca do Hipercard esteve presente no site oficial da banda, nas frotas de transporte da equipe, nos uniformes de staff e na forma de comerciais e vinhetas em todos os shows. E também foi possível ver Joelma e Chimbinha em ações publicitárias e no próprio cartão Hipercard.
Para a promoção do cartão criou-se um filme que ensina o cliente a personalizar seu cartão Hipercard. Protagonizado por Joelma e Chimbinha, o filme mostra como colocar a foto que o cliente quiser no cartão da rede. Além disso, é possível escolher uma das fotos da Banda Calypso disponíveis no site "Seu Hipercard".
A opção por patrocinar a banda Calypso teve como objetivo aumentar a visibilidade dos cartões da marca nacionalmente e associa-los a uma banda que tem um espírito de família, admirada pelo público, o que vem ao encontro do posicionamento da Hipercard.

## Faixas
| N.º | Título               | Compositor(es)                    | Duração |  |
| 1.  | "Passe de Mágica"    | Edilson Moreno · Glayse Dominguez | 3:35    |  |
| 2.  | "A Lua Me Traiu"     | Beto Caju · Jairon Neves          | 3:56    |  |
| 3.  | "Acelerou"           | Edu Luppa · Beto Caju             | 3:16    |  |
| 4.  | "Apareça Meu Amor"   | Chrystian Lima · Elivandro Cuca   | 3:09    |  |
| 5.  | "Chamo Por Você"     | Alberto Moreno                    | 3:41    |  |
| 6.  | "Vida Minha"         | Edu Luppa · Marquinhos Maraial    | 3:15    |  |
| 7.  | "Louca Sedução"      | Elias Muniz                       | 3:14    |  |
| 8.  | "Lágrimas de Sangue" | Tonny Brasil                      | 2:34    |  |
| 9.  | "Parangolado"        | Edu Luppa · Marquinhos Maraial    | 3:27    |  |
| 10. | "Doce Mel"           | Edu Luppa                         | 3:30    |  |
| 11. | "Maridos e Esposas"  | Chrystian Lima · Ivo Lima         | 4:17    |  |
| 12. | "Fórmula Mágica"     | Tonny Brasil                      | 3:47    |  |
| 13. | "Tudo de Novo"       | Tonny Brasil                      | 3:26    |  |
| 14. | "Luz de Deus"        | Elias Muniz                       | 3:05    |  |